# Promise of Love
Promise of Love es el quinto álbum de estudio de la banda norteamericana The American Analog Set. Fue lanzado el 17 de julio de 2003 por la discográfica Tiger Style Records.

## Listado de canciones
1. "Continuous Hit Music" – 4:27
2. "Hard to Find" – 4:17
3. "Come Home Baby Julie, Come Home" – 5:53
4. "You Own Me" – 5:05
5. "Promise of Love" – 2:13
6. "The Hatist" – 3:43
7. "Fool Around" – 5:36
8. "Modern Drummer" – 8:02

- Datos: Q7249783